# Argentine Yard

Der Argentine Yard ist ein Rangierbahnhof der BNSF Railway in Kansas City, Kansas. Er ist mit 60 Richtungsgleisen und einer Fläche von über 3 km² der größte Rangierbahnhof im Netz der BNSF. Er liegt zwischen dem Kansas River im Norden und dem namensgebenden Stadtteil Argentine von Kansas City (Kansas) im Süden, etwa zehn Kilometer westlich des Stadtzentrums von Kansas City, Missouri.
Der Argentine Yard ist einer von mehreren großen Rangierbahnhöfen in der Metropolregion Kansas City, die neben der BNSF von der Union Pacific, der Norfolk Southern und der Kansas City Southern betrieben werden. Der Großraum Kansas City ist bezogen auf die Frachtmenge der größte Eisenbahnknotenpunkt der USA; täglich erreichen oder verlassen über 300 Güterzüge die Metropolregion (2016).

## Geschichte
Ab 1875 errichtete die Atchison, Topeka and Santa Fe Railway (AT&SF) in Argentine erste Bahnanlagen mit Lagerhäusern und Werkstätten, die man bis 1890 zu einem Personen-, Güter- und Rangierbahnhof mit Gleisanlagen von über 40 km Länge ausbaute. Wie an vielen anderen Güterbahnhöfen im Mittleren Westen errichtete die AT&SF zudem ein Getreideheber mit einem großen Silo-Komplex. Durch die zunehmende Mechanisierung der Landwirtschaft stieg das Umschlagsvolumen von Getreide in den 1920er Jahren stark an, was den Ausbau der Kapazität des Komplexes von ursprünglich 1 Mio. Bushel auf über 10 Mio. Bushel (etwa 350.000 m³) nötig machte, wobei die zweitgrößte Anlage in den USA entstand; betrieben wurde sie durch den Pächter Davis-Noland-Merrill Grain Company.
Ab Ende der 1940er Jahre wurde der Argentine Yard mehrfach erweitert und bis Ende der 1960er Jahre als zentrales Drehkreuz der AT&SF mit zwei großen Rangierbahnhöfen für den Gütertransport in Richtung Westen (westbound) und Osten (eastbound) umgebaut. Mit Gleisanlagen von über 350 km Länge und einer Kapazität von fast 15.000 Güterwagen, konnten hier zu Spitzenzeiten täglich über 6.000 Wagen rangiert werden. Die AT&SF beschäftigte auf dem Gelände im 20. Jahrhundert zwischen 2.000 und 3.000 Angestellte und war in Argentine der größte Arbeitgeber. 1995 fusionierte die AT&SF mit der Burlington Northern Railroad (BN) zur Burlington Northern Santa Fe Railway (BNSF Railway), die den Silo-Komplex 1996 abreißen ließ und den Rangierbahnhof bis 1997 komplett umbaute und modernisierte.

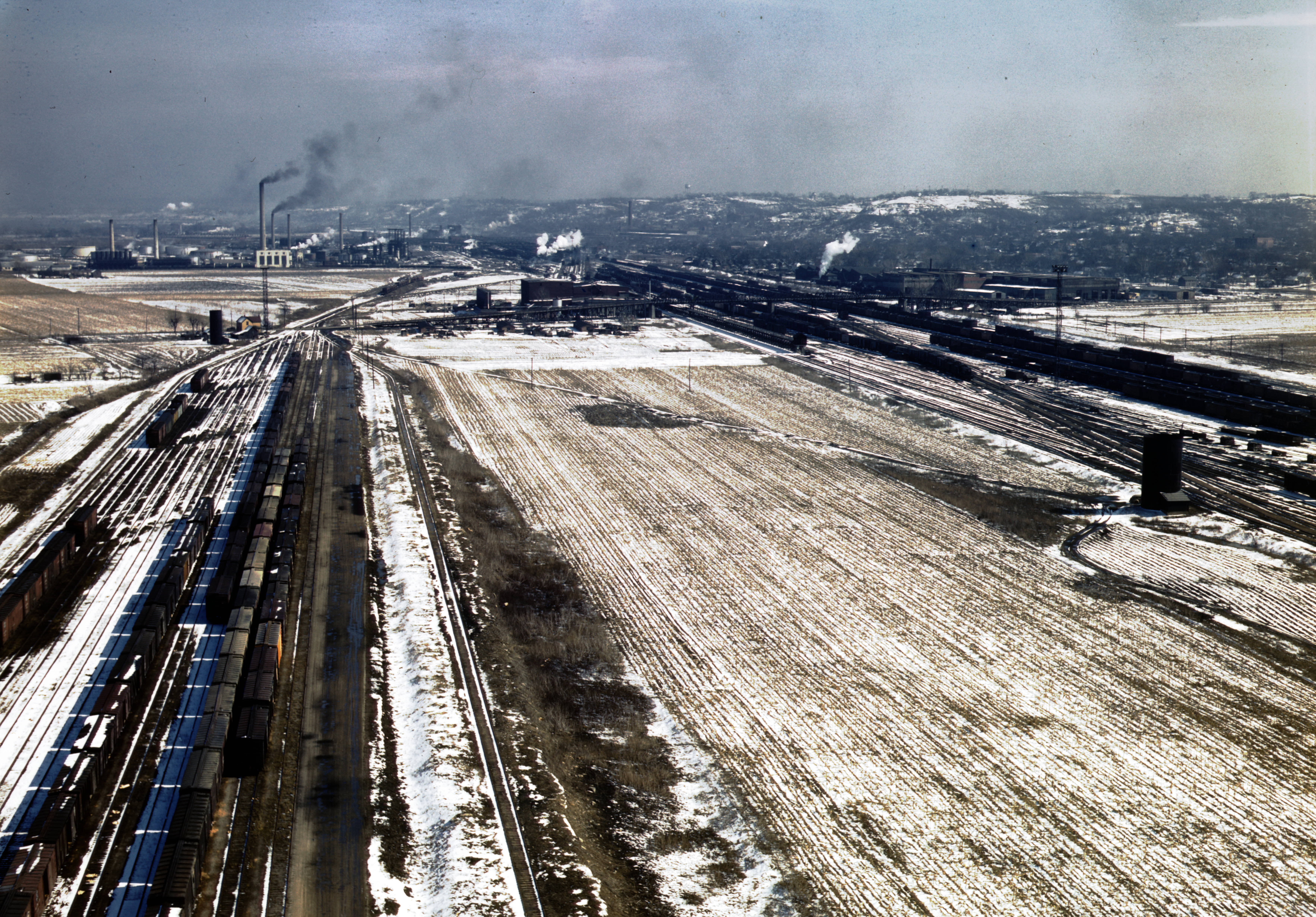
Westseite des Argentine Yard 1943 (l. eastbound, r. westbound, Blick nach Westen)
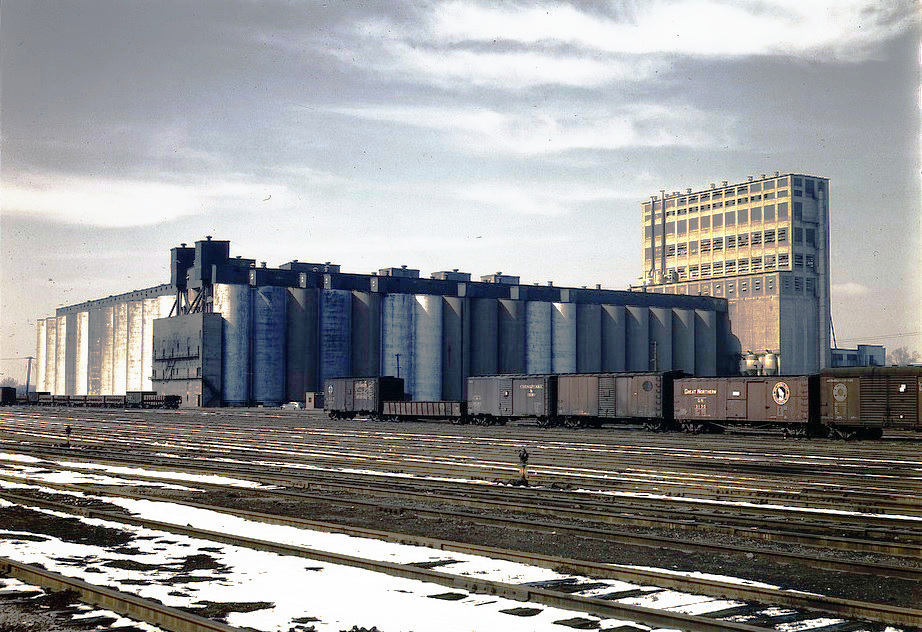
Der Getreideheber mit Silo-Komplex 1943, Kapazität 10 Mio. Bushel (etwa 350.000 m³)
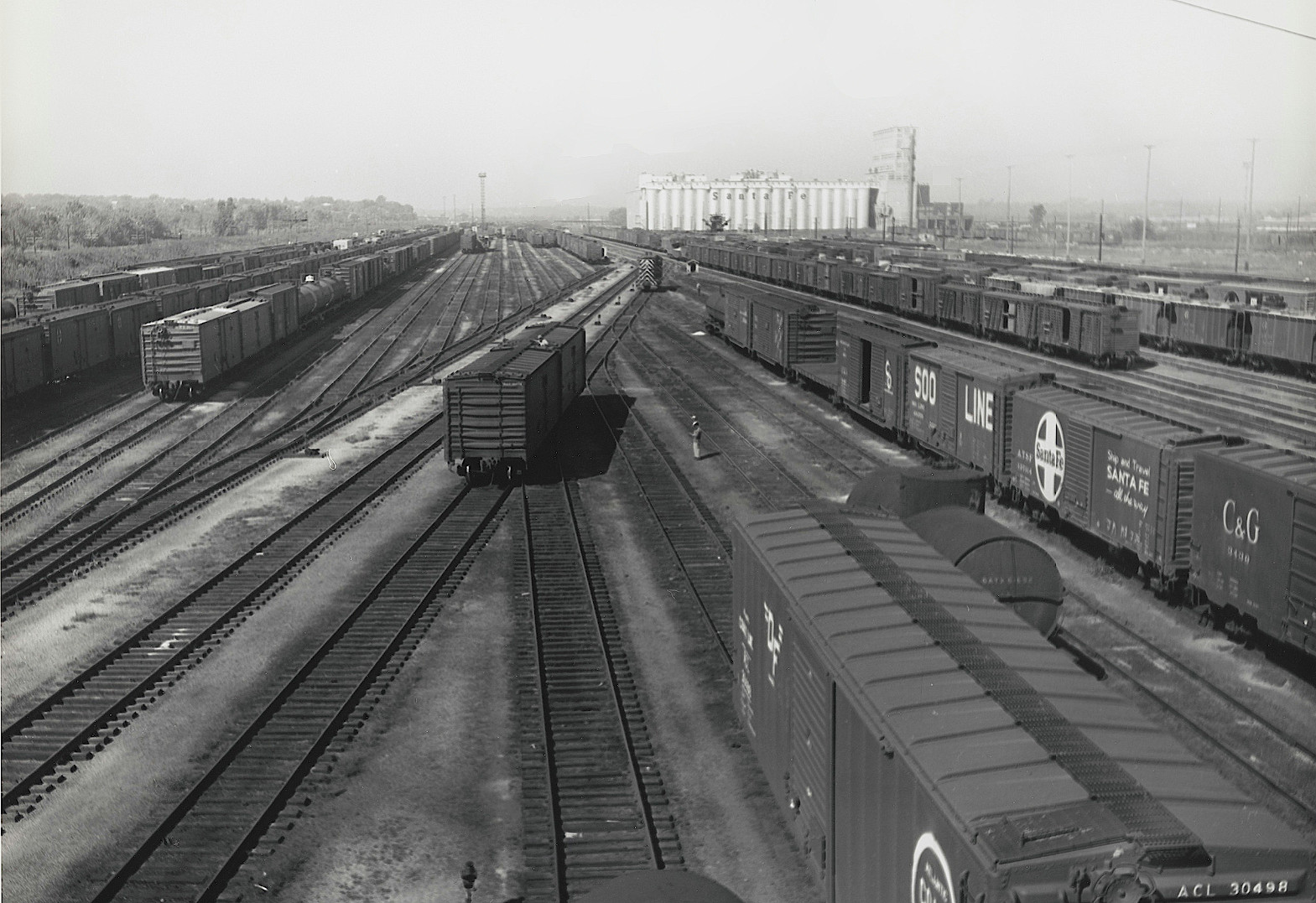
Ostseite des eastbound Rangierbahnhofs 1960 mit dem Silo-Komplex im Zentrum

## Heutige Anlage

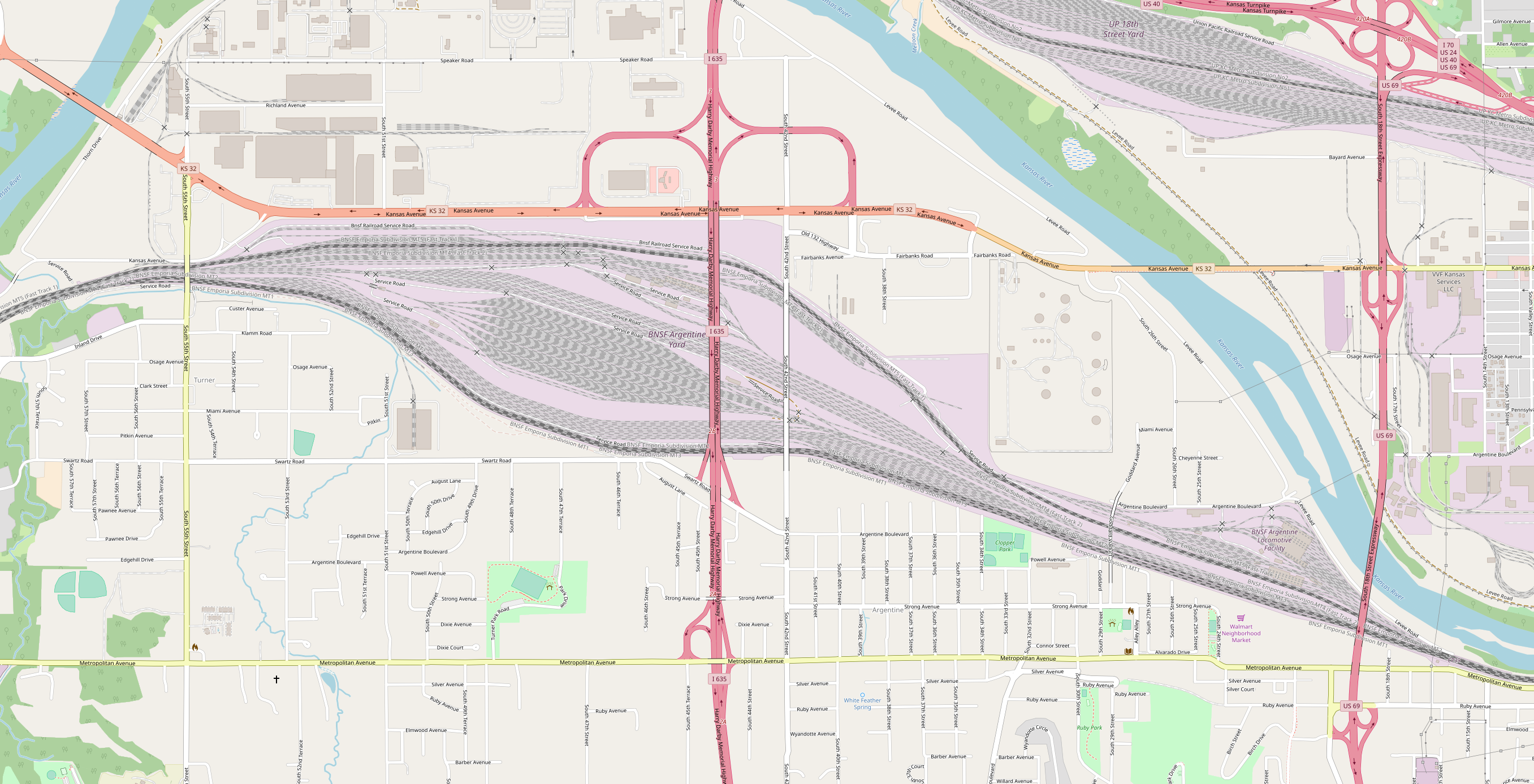
Lage und Ausdehnung des Argentine Yard in Kansas City, oben der Kansas River

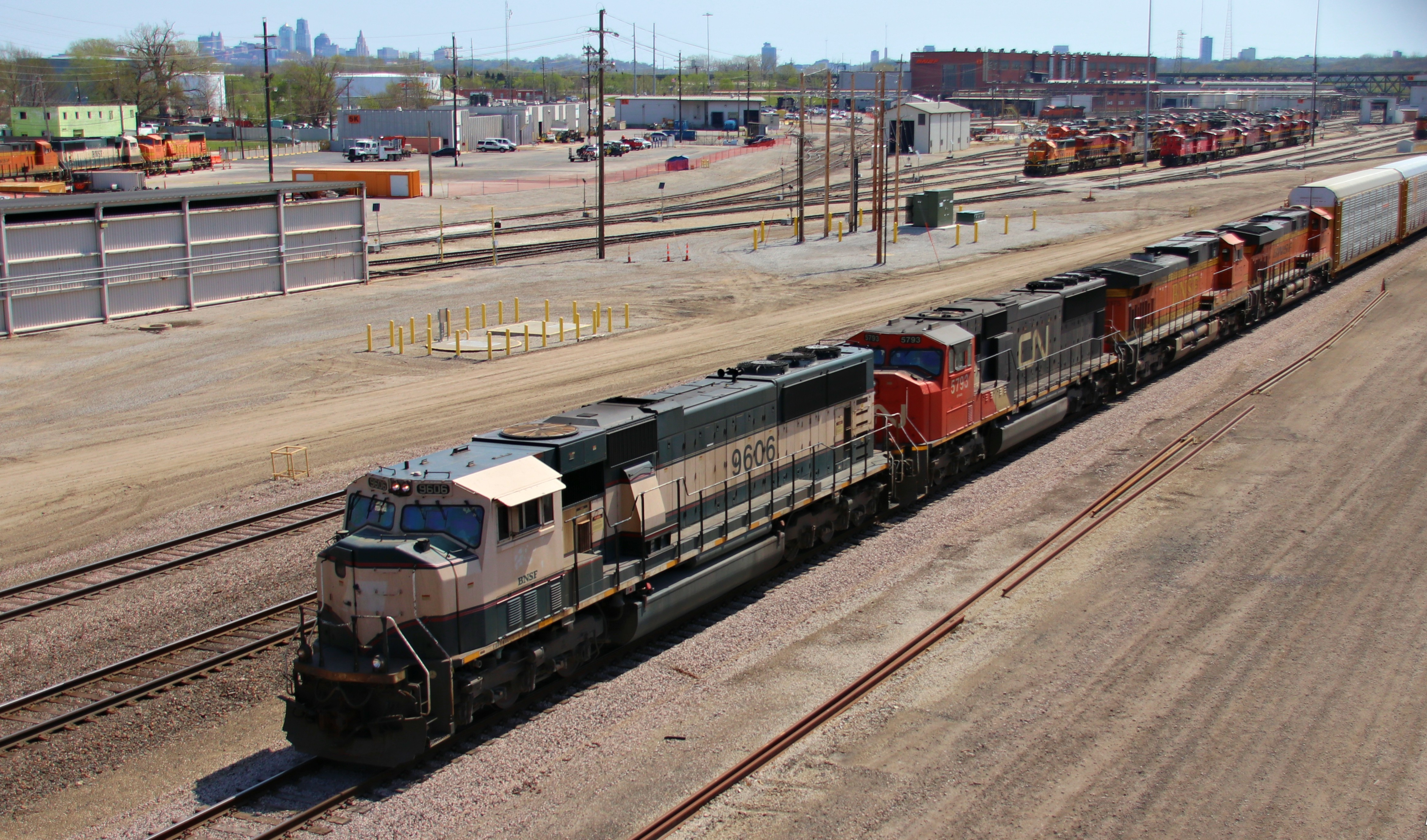
Ostseite des Argentine Yard (Blick nach Osten) mit dem Bahnbetriebswerk, im Hintergrund die Skyline von KCMO

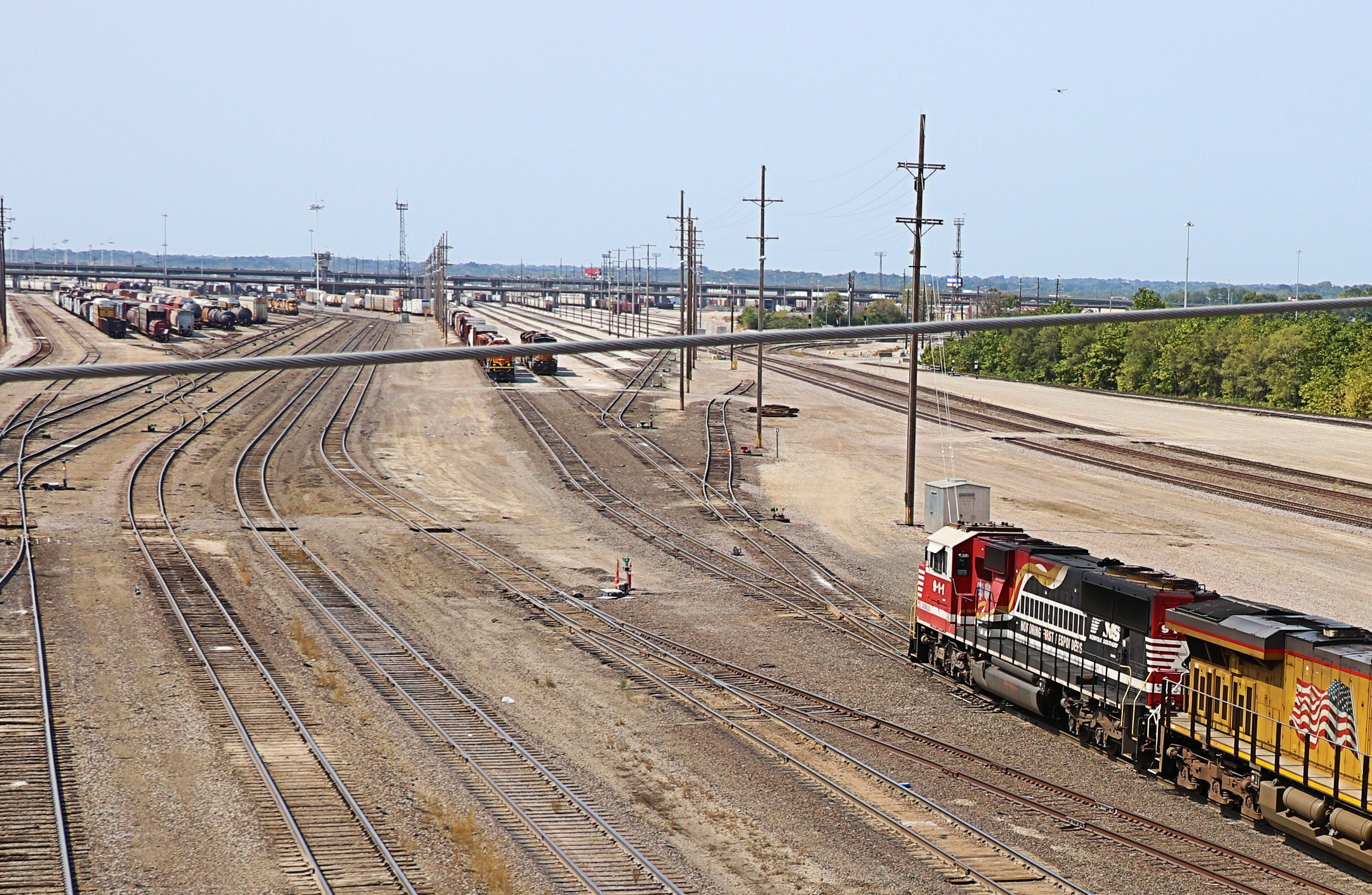
Zufahrt von Osten in Richtung Westen, der Hauptteil mit der Richtungsharfe befindet sich hinter der Überführung der Interstate 636

Der heutige Flachbahnhof besitzt zehn Einfahr- und zehn Ausfahrgleise sowie 60 Richtungsgleise von bis zu 2,5 km Länge in der Richtungsharfe. Es können etwa 4 Wagen pro Minute rangiert werden, bei einem theoretischen maximalen Durchsatz von 5.760 Wagen pro Tag. Bei der Modernisierung ließ die BNSF auch erstmals Dowty-Retarder als Gefälleausgleichsbremsen installieren. Zusätzlich befindet sich seit Mitte der 1950er Jahre auf der Ostseite noch ein Bahnbetriebswerk zur Wartung der Rangierlokomotiven. Die BNSF betreibt mit dem Murray Yard in North Kansas City einen weiteren Rangierbahnhof (ehemals Burlington Northern), der über die Hannibal Bridge (1917) und ASB Bridge (1911) sowie durch Gleise entlang des Kansas River mit dem Argentine Yard verbunden ist. Die Ost-West-Verbindung der BNSF verläuft im Großraum Kansas City über Gleise der Kansas City Terminal Railway (KCTR), unter anderem seit 2004 über die fünf Kilometer östlich vom Rangierbahnhof gelegene Argentine Connection Bridge.